# Stammliste der Staufer
Die Stammliste der Staufer enthält Familienmitglieder des Hauses Staufer. Es gibt allerdings derzeit keine zuverlässige, modernen Ansprüchen genügende Hausgenealogie der Staufer. Sie zu erstellen, bleibt ein dringendes Desiderat der Forschung.

## Bis zum Herzogtum
1. Friedrich
  1. Friedrich von Büren ⚭ Hildegard von Egisheim
    1. Adelheid (1094 erwähnt)
    2. Ludwig, († wohl 1103), 1103 als Pfalzgraf in Schwaben bezeichnet und Mitgründer von St. Fides zu Schlettstadt
    3. Otto († 1100), 1083/1084 Bischof von Straßburg, 1094 Mitgründer von St. Fides zu Schlettstadt
    4. Friedrich I. von Staufen (* um 1050; † 1105), 1079 Herzog von Schwaben; ⚭ 1086/1087 Agnes von Waiblingen (* 1072/1073; † 1143), stiftet Kloster Lorch → Nachkommen siehe unten
    5. Konrad (1094 erwähnt)
    6. Walter (1094 erwähnt)

## Vom Herzogtum zum Kaisertitel
1. Friedrich I. von Staufen (* um 1050; † 1105), 1079 Herzog von Schwaben; ⚭ 1086/1087 Agnes von Waiblingen (* 1072/1073; † 1143), stiftet Kloster Lorch → Vorfahren siehe oben
  1. Friedrich II. der Einäugige (* 1090; † 1147), Herzog von Schwaben 1105–1147, 1115 Reichsverweser, 1125 Thronkandidat, bestattet in Kloster Sankt Walburga (Walbourg); ⚭ I um 1119/1121 Judith Welf (* um 1100; † 1130/31), ⚭ II um 1132/1133 Agnes von Saarbrücken
    1. (I) Friedrich I. Barbarossa (* nach 1122; † 1190), 1146 Herzog von Schwaben, 1152 römisch-deutscher König, 1155 Kaiser, 1156 Graf von Burgund, 1178 König von Burgund, 1188 Kreuzfahrer; ⚭ I 1147, geschieden 1153, Adela von Vohburg, Erbin des Egerlandes (Rapotonen); ⚭ II 1156 Beatrix von Burgund (* 1146; † 1184), 1156 Erbin der Freigrafschaft Burgund, 1178 Königin von Burgund (Haus Burgund-Ivrea) → Nachkommen siehe unten
    2. (I) Bertha (Judith) († 1194/1195), ⚭ 1139 Herzog Matthäus I. von Lothringen († 1176) (Haus Châtenois)
    3. (II) Judith (Jutta) († 1191), ⚭ 1150 Ludwig II. der Eiserne († 1172), Landgraf von Thüringen
    4. (II) Konrad (* 1134/36; † 1195), 1156 Pfalzgraf bei Rhein, Domvogt von Worms, Vogt von Kloster Lorsch; ⚭ Irmgard von Henneberg († 1197)
      1. Agnes von Staufen († 1204), Erbin der Pfalzgrafschaft bei Rhein, ⚭ 1193 Heinrich der Ältere († 1227), 1195–1212 Pfalzgraf bei Rhein, 1204 Vogt von Goslar, 1213 Herzog von Braunschweig-Lüneburg

    5. (II) Liutgard († wohl nach 1155)

  2. Konrad III. (* 1093; † 1152), 1116/20 Herzog von Franken, 1127–1135 Gegenkönig, 1138 römisch-deutscher König; ⚭ vor 1134 Gertrud von Sulzbach († 1146)
    1. Heinrich-Berengar, 1147 Mitkönig, gekrönt 1147
    2. Friedrich IV. von Rothenburg (* 1144/1145; † 1167), 1152–1167 Herzog von Schwaben, erhält das Egerland; ⚭ 1166 Gertrud von Sachsen (* 1154; † 1197) (Welfen)

  3. Fides (Gertrud) (1136–1182 bezeugt), stiftet 1157 Kloster St. Theodor in Bamberg, ⚭ Hermann von Stahleck († 1156), Graf von Bildhausen, Höchstadt und Stahleck, 1142/1143 Pfalzgraf von Lothringen.

## Die kaiserliche Familie
1. Friedrich I. Barbarossa (* nach 1122; † 1190), 1146 Herzog von Schwaben, 1152 römisch-deutscher König, 1155 Kaiser, 1156 Graf von Burgund, 1178 König von Burgund, 1188 Kreuzfahrer; ⚭ I 1147, geschieden 1153, Adela von Vohburg, Erbin des Egerlandes (Rapotonen); ⚭ II 1156 Beatrix von Burgund (* 1146; † 1184), 1156 Erbin der Freigrafschaft Burgund, 1178 Königin von Burgund (Haus Burgund-Ivrea) → Vorfahren siehe oben
  1. (II) Beatrix (* 1160/1162; † vor 1174), begraben in Lorch
  2. (II) Friedrich V. (* 16. Juli 1164 in Pavia; † um 1170), 1167 Herzog von Schwaben, begraben in Lorch
  3. (II) Heinrich VI. (* 1165; † 1197) 1169 römisch-deutscher König, 1191 Kaiser, 1194 König von Sizilien; ⚭ 1186 Konstanze von Sizilien (* 1154; † 1198), 1195 Regentin von Sizilien, 1197 Königin
    1. Friedrich II. (* 1194; † 1250), 1196 römisch-deutscher König (gewählt; 1212 und 1215 gekrönt), 1198 König von Sizilien, 1220 Kaiser, 1225 König von Jerusalem (1229 gekrönt), 1245 vom Papst abgesetzt; ⚭ I 1209 Konstanze von Aragón (* 1179; † 1222); ⚭ II 1225 Isabella von Brienne (* 1212; † 1228), 1225 Königin von Jerusalem; ⚭ III confirmatio matrimonii in articulo mortis (Eheschließung auf dem Totenbett 1233/34 zur nachträglichen Legitimierung der gemeinsamen Kinder: legitimatio per matrimonium subsequens) Bianca Lancia († 1233/1234) (Haus Lancia); ⚭ IV 1235 Isabella von England (* 1214; † 1241) (Haus Plantagenet)
      1. (I) Heinrich (VII.) (* 1211; † 1242), 1212 König von Sizilien, Herzog von Schwaben, 1218 Rektor von Burgund, 1220 römisch-deutschen König (gewählt), 1222 römisch-deutschen König (gekrönt), 1228/35 selbstständig, 1235 gefangen und nach Süditalien gebracht; ⚭ 1225 Margarete von Österreich († 1267), 1227 römisch-deutschen Königin
        1. Heinrich († 1242/1245)
        2. Friedrich († 1251)

      2. (II) Tochter (* November 1226; † August 1227)
      3. (II) Konrad IV. (* 1228; † 1254), 1237 römisch-deutscher König (nur gewählt) und Herzog von Schwaben; ⚭ 1246 Elisabeth von Bayern (* 1227; † 1273)
        1. Konrad(in) (* 1252; † enthauptet 1268), 1254–1268 Herzog von Schwaben, König von Jerusalem
        2. Konradin (unehelich) (* wohl 1252; † gehängt 1269, ebenso wie seine unbekannte Mutter)

      4. (III) Costanza (Anna) (* 1230/1232; † 1307), Nonne in Valencia; ⚭ 1244 Johannes III. Dukas, 1222–1254 Kaiser von Nicäa († 1254) (Batatzes)
      5. (III) Manfred (* 1232; † 1266), 1250 Fürst von Tarent, 1254 Regent, 1258 König von Sizilien und Apulien; ⚭ I 1248/1249 Beatrice von Savoyen († vor 1258); ⚭ II 1259 Helena Angelina Dukaina (* 1242; † 1271)
        1. (I) Costanza (* 1249; † 1302), ⚭ 1262 Peter III. der Große († 1285), 1276–1285 König von Aragón, Graf von Barcelona, 1282–1285 König von Sizilien
        2. (II) Beatrice, 1266–1307 bezeugt, ⚭ Manfred IV. († 1340), 1279 Markgraf von Saluzzo
        3. (II) Friedrich († nach 2. Juni 1312)
        4. (II) Heinrich (* wohl 1262; † 31. Oktober 1318 im Gefängnis)
        5. (II) Enzio († vor 1301)
        6. (II) Flordelis († nach 27. Februar 1297)
        7. Beatrice (1284 bezeugt), unehelich, Mutter unbekannt, ⚭ Ranieri della Gherardesca († 1325), Graf von Donoratico

      6. (III) Violanta (* vor 1233, † nach Sommer 1264); ⚭ 1245/46 Ricardo († nach 2. März) 1265 Graf von Caserta,
      7. (IV) Margareta (* 1237; † 1270); ⚭ 1254/1255 Albrecht der Entartete († 1315), Markgraf von Meißen, 1288–1307 Landgraf von Thüringen
      8. Carlotus, 1242 Heinrich genannt (* 18. Februar 1238; † zwischen Dezember 1253 und Januar 1254)
      9. Kind mit Initiale F, wohl Friedrich (* 1239/1240; † jung)
      10. Kind (* kurz nach 1. Dezember 1241 in Foggia)
      11. Friedrich von Pettorano, unehelich, die Mutter war die Tochter eines Grafen in Sizilien, flieht mit Frau und Kindern nach Spanien
      12. Enzio († 1272), unehelich, Mutter: Adelheid, Richter von Torres, König von Sardinien; ⚭ I 1238, geschieden 1246, Adelasia de Lacon-Gunale, 1236 Richterin von Torres; ⚭ II 1247/48 NN von Enn (di Egna)
        1. (II) Adelheid († nach 1301), ⚭ I NN, ⚭ II Reinald von Urslingen († 1300/1301)
        2. Elena (1235–72 bezeugt), unehelich, Mutter: Frasca, ⚭ Guelfo della Gherardesca († 1295), Graf von Donoratico
        3. Maddalena († nach 7. März 1272), unehelich, Mutter unbekannt
        4. Costanza († nach 7. März 1272), unehelich, Mutter unbekannt
        5. Enrico († nach 10. Mai 1305), unehelich, Mutter unbekannt, – Maddalena, Costanza und Enrico waren Geschwister

      13. Caterina da Marano († nach 1272), unehelich, Mutter unbekannt; ⚭ I NN, ⚭ II Jacopo del Caretto († 1268) Markgraf von Savona
      14. Friedrich von Antiochia († 1256), unehelich, Mutter: Maria (Mathilde) von Antiochia, 1244 Generalvikar der Marken, 1246 Generalvikar der Toskana, Podestà von Florenz, ⚭ vor 1239 Margherita del Poli († nach 1246/49)
        1. Corrado de Antiochia († nach 1301), 1258 Graf von Loreto, 1267 Graf von Alba, Celano, Loreto und der Abruzzen, Generalvikar der Marken, ⚭ 1258 vor 8. Juli Beatrice Lancia († nach 1268) Tochter des Markgrafen Galvano Lancia
          1. Federico († 22. Juli 1305 in Palermo)
            1. Corrado († wohl nach 1320)

          2. Bartolomeo († 1311 in Palermo), 1305 Erzbischof von Palermo
          3. Francesco († 1320 in Palermo), 1311 Erzbischof von Palermo
          4. Costanza detta Antiochette, ⚭ 30. September 1291 Bartolomeo I. della Scala († 7. oder 8. März 1304) Herr von Verona (Scaliger)
          5. Imperatrice ⚭ Federico della Scala († wohl 1349), Herr von Valpolicella
          6. Giovanna († 29. Dezember 1351 in Verona), ⚭ 1308 Cangrande I. della Scala († 22. Juli 1329 in Treviso), 1311 Herr von Verona, 1322 Herr von Belluno, 1329 Herr von Treviso, begraben in Santa Maria Antica in Verona (Scaliger)
          7. Corrado († nach 1300)

        2. Filippa († im Gefängnis 1273 vor 27. Oktober), ⚭ 1258 Manfredo II. Marchese Maletta († nach 1282)

      15. Salvaggia († 1244), unehelich, Mutter unbekannt, ⚭ 1238 Ezzelino III. da Romano († 1259), Podestà von Verona
      16. Riccardo († 1249), unehelich, Mutter unbekannt, Graf von Chieti, Generalvikar der Mark Ancona, Romagna und des Herzogtums Spoleto
      17. Blanchefleur († 20. Juni 1279 in Montargis), unehelich, Mutter unbekannt, Dominikanerin in Montargis, begraben daselbst
      18. Margherita de Suevia († 1297/98), unehelich, Mutter unbekannt; ⚭ Tommaso d’Aquino († 15. März 1279) Graf von Acerra, begraben in Santa Maria delle Monache in Capua
      19. Gerardo († vor 1255), unehelich, Mutter unbekannt

  4. (II) Friedrich VI. (* 1167; † 1191), 1170 Herzog von Schwaben (hieß ursprünglich Konrad)
  5. (II) Tochter (* wohl Oktober/November 1168; † Ende 1184)
  6. (II) Otto I. (* 1170; † 1200), 1189–1200 Pfalzgraf von Burgund; ⚭ um 1190 Margarete von Blois (* 1170; † 1230), 1202–1208 Pfalzgräfin von Burgund, 1218 Gräfin von Blois und Châteaudun
    1. Johanna († 1205/1206), wohl in St. Etienne in Besançon begraben
    2. Beatrix († 7. Mai 1231), Erbin der Pfalzgrafschaft Burgund; ⚭ 1208 Otto I. von Andechs († 1234), 1205 Herzog von Meranien, 1211 als Otto II. Pfalzgraf von Burgund, 1228/1230 Markgraf von Istrien
    3. Hugo (1203 bezeugt), unehelich

  7. (II) Konrad (* 1172; † 1196), Herr von Weißenburg und Eger, 1189–1191 Herzog von Rothenburg, 1191–1196 Herzog von Schwaben
  8. (II) Rainald (* wohl Oktober/November 1173; † jung), begraben in Lorch
  9. (II) Wilhelm (* wohl Juni/Juli 1176; † jung), begraben in Lorch
  10. (II) Philipp von Schwaben (* 1177; † ermordet 1208), 1189/1190 Propst von St. Marien in Aachen, 1190/93 Elekt von Würzburg, 1195 Herzog von Tuscien, 1196 Herzog von Schwaben, 1196 zum römisch-deutschen König gewählt, 1198 gekrönt; ⚭ 1197 Irene von Byzanz (* 1181; † 1208)
    1. Maria (* März/April 1196; † vor 1235); ⚭ vor 22. August 1215 Heinrich II. († 1248), Herzog von Niederlothringen und Brabant
    2. Rainald († jung), begraben in Lorch
    3. Beatrix (* 1198; † 1212), ⚭ 1212 Otto IV. († 1218), 1198 römisch-deutscher König, 1209 Kaiser (Welfen)
    4. Kunigunde (* 1202; † 1248), ⚭ 1228 Wenzel I. († 1253), 1230 König von Böhmen (Přemysliden)
    5. Beatrix (Elisabeth) (* 1205; † 1235); ⚭ 1219 Ferdinand III. († 1252), 1217 König von Kastilien
    6. Sohn, wohl Friedrich (* 1206; † jung), begraben in Lorch
    7. Beatrix posthuma (* und † 20/27. August 1208 auf der Burg Hohenstaufen), begraben in Lorch

  11. (II) Agnes († 8. Oktober 1184), begraben im Dom zu Speyer

## Falsche Staufer
Forschungsgeschichte
Der Historiker Hansmartin Decker-Hauff veröffentlichte 1977 im Band 3 der vierbändigen Dokumentation der Staufer-Ausstellung in Stuttgart anlässlich des 25. Jubiläums des Bundeslandes Baden-Württemberg eine umfangreiche Stammliste der Staufer. Diese enthielt auch zahlreiche Personen, die der Forschung bisher nicht als Mitglieder der Familie bekannt waren. Er verwies dabei als Quellen auf Aufzeichnungen von Hans Hauff (wohl im ebenfalls erfundenen  Epitaphienbüchlein) und Auszüge aus dem im Krieg verbrannten Roten Buch des Klosters Lorch.
Diese Quellen wurden jedoch nie veröffentlicht und fanden sich auch nicht im Nachlass Decker-Hauffs vor.
Die Historiker Klaus Graf und Gerhard Lubich wiesen in den 1990er Jahren nach, dass die zitierten Auszüge nicht in den Resten des inzwischen restaurierten Roten Buchs zu finden waren. Auch das Epitaphienbüchlein fand sich nirgends. Der Historiker Tobias Weller legte 2004 dar, dass einige von Decker-Hauff behauptete Heiratsverbindungen der Staufer sehr wahrscheinlich nicht bestanden. Die aus diesen angeblichen Ehen behaupteten Nachkommen sind zwar zum Teil historische existente und in Urkunden belegte Personen, aber keine Staufer.
Falsche Staufer (Auswahl)
Keine Staufer waren sehr wahrscheinlich
- angeblicher Vater von Friedrich (Ururgroßvater Barbarossas)[8]
  - Friedrich (* um 960/965 bis spätestens 969; † nach Sommer 1027), Graf einer unbekannten Grafschaft
- angeblicher Sohn von Friedrich von Büren[9]
  - Manegold der Ältere († 1094), 1070/75–1094 Pfalzgraf in Schwaben

- angebliche Nachkommen von Herzog Friedrich I. von Schwaben[10]
  - Heilika († wohl nach 1110, begraben im Kloster Ensdorf) ⚭ Friedrich III. von Lengenfeld († 3. April 1119), begraben in Ensdorf
  - Bertrada (Berta) (* um 1088/89; † nach 1120/vor 1142), ⚭ I Adalbert von Ravenstein, Graf von Elchingen und Irrenberg, ⚭ II Graf Heinrich von Aichelberg
  - Hildegardis
  - Giselhildis (Gisela)
  - Heinrich († vor 1102)
  - Beatrix, gründet 1146 Kloster Michaelstein
  - Kunigunde (Kunizza) ⚭ Herzog Heinrich
  - Sophia ⚭ Graf Adalbert

- angebliche Nachkommen von Konrad III. mit einer nicht in Urkunden erwähnten vornehmen Dame Gerberga[11]
  - Sophia († nach 1135/1140) (Existenz unsicher) ⚭ Konrad von Pfitzingen (1136/1141 bezeugt)
  - Leopold (Existenz unsicher)
  - Konstantin von Lochgarten, gründet 1144 Kloster Lochgarten
  - Giselbert von Hotingen, Bruder und 1144 Mitgründer von Kloster Lochgarten mit angeblicher Tochter
    - Petrissa († nach 1165), Zensualin des Klosters Lorch; ⚭ Adeldegen, bischöflich bambergischer Ministerialer

  - Ludmilla von Langenberg (Existenz unsicher), ⚭ NN von Vellberg

- angebliche 1. Ehefrau Gertrud von Comburg († 1130/31) von Konrad III.[11]

- angebliche 1. Ehefrau NN von Sponheim († 1159/60) von Konrad von Staufen, Nachkommen dieser 1. Ehefrau sowie angebliche Nachkommen der tatsächlichen und einzigen Ehefrau Irmgard von Henneberg († 1197)[12]
  - (I) Gottfried von Staufen († wohl 1187/1188); ⚭ Agnes, die 1188 eine zweite Ehe einging
    - Friedrich von Staufen
    - Agnes († vor 10. März 1232) ⚭ Rudolf II. von Habsburg

  - (II) Friedrich († 3. September, vor 1189)
  - (II) Konrad († wohl 1186), begraben im Kloster Schönau

## Nachweise
1. ↑  Tobias Weller (2004), S. 226.
2. ↑  Hansmartin Decker-Hauff, S. 339–374.
3. ↑   https://archivalia.hypotheses.org/192644.
4. ↑  Klaus Graf: Staufer-Überlieferungen aus Kloster Lorch. In: Sönke Lorenz, Ulrich Schmidt (Hrsg.): Von Schwaben bis Jerusalem. Facetten staufischer Geschichte. Sigmaringen 1995, S. 209–240 (online);
5. ↑  Tobias Weller (2004), S. 29–34, 211–220; Tobias Weller (2005), S. 56–63.
6. ↑  Vgl. Stephan Molitor: Zur südwestdeutschen Adelsforschung. In: Sönke Lorenz, Stephan Molitor (Hrsg.): Herrschaft und Legitimation. Hochmittelalterlicher Adel in Südwestdeutschland. Erstes Symposion „Adel, Ritter, Ritterschaft vom Hochmittelalter bis zum Modernen Verfassungsstaat“ (21./22. Mai 1998, Schloss Weitenburg). Leinfelden-Echterdingen 2002, S. 1–12, hier: S. 9 f. Vgl. dazu auch RI IV,1,2 n. 4, in: Regesta Imperii Online.
7. ↑  Klaus Graf: Der Mythos der Staufer – Eine schwäbische Königsdynastie wird erinnert und instrumentalisiert. In: Schwäbische Heimat 61 (2010), S. 296–306. Kap. VII. Die Quellenfälschung im Stauferkatalog. (Erweiterte Online-Fassung).
8. ↑  Die Namen der Vorfahren der Staufer sind in der Tabula consanguinitatis von Wibald von Stablo genannt. Diese Stammtafel beginnt mit Friedrich (Ururgroßvater Barbarossas). Dass dieser wiederum einen Vater namens Friedrich gehabt haben soll, wie von Hansmartin Decker-Hauff (S. 342) behauptet, geben die Quellen nicht her. Hierzu auch: Peter Koblank: Tabula consanguinitatis von Wibald von Stablo. auf stauferstelen.net. Abgerufen am 15. April 2018.
9. ↑  Weller (2005), S. 44.
10. ↑  Tobias Weller (2004), S. 197–211.
11. 1 2  Tobias Weller (2004), S. 211–220.
12. ↑  Tobias Weller (2004), S. 220–223.